# Arnar Pétursson
Arnar Pétursson (12 maart 1991) is een IJslandse atleet, gespecialiseerd in de lange afstand. Hij is veelvoudig nationaal kampioen over verschillende disciplines.

## Kampioenschappen
| Discipline          | Titel                                    | Jaar                         |
| ------------------- | ---------------------------------------- | ---------------------------- |
| 1500 m              | IJslands indoor kampioen                 | 2015, 2020, 2021, 2022       |
| 3000 m              | IJslands indoor kampioen                 | 2017, 2020, 2021, 2022, 2023 |
| 3000 m steeplechase | IJslands kampioen                        | 2019, 2020, 2021, 2022       |
| 3000 m steeplechase | Kampioen van de kleine staten van Europa | 2015                         |
| 5000 m              | IJslands kampioen                        | 2015, 2019, 2020, 2021       |
| 10 km               | IJslands kampioen                        | 2023                         |
| halve marathon      | IJslands kampioen                        | 2023                         |
| marathon            | IJslands kampioen                        | 2019, 2022                   |

## Persoonlijke Records

### Outdoor
| Discipline          | Prestatie | Datum            | Plaats        |
| ------------------- | --------- | ---------------- | ------------- |
| 3000 m              | 8:54.28   | 13 juni 2020     | Hafnarfjördur |
| 5000 m              | 15:05.79  | 29 mei 2019      | Bar           |
| 10.000 m            | 31:01.54  | 31 mei 2019      | Bar           |
| 3000 m steeplechase | 9:18.59   | 11 augustus 2019 | Skopje        |

### Indoor
| Discipline | Prestatie | Datum            | Plaats        |
| ---------- | --------- | ---------------- | ------------- |
| 800 m      | 1:57.72   | 11 februari 2022 | Hafnarfjördur |
| 1500 m     | 3:56.59   | 7 februari 2015  | Hafnarfjördur |
| 3000 m     | 8:41.38   | 4 februari 2022  | Hafnarfjördur |

### Weg
| Discipline     | Prestatie | Datum            | Plaats    |
| -------------- | --------- | ---------------- | --------- |
| halve marathon | 1:06.12   | 8 maart 2020     | Den Haag  |
| marathon       | 2:23.08   | 24 augustus 2019 | Reykjavik |

## Palmares

### 800 m
- 2021:  Reykjavik international games - 1:58.33
- 2022:  Reykjavik international games - 1:58.30
- 2022:  IJslands kampioenschap indoor in Reykjavik - 2:00.72

### 3000 m steeplechase
- 2013: 7e EK voor landenteams (derde niveau) in Banská Bystrica - 9:43.59
- 2014: 7e EK voor landenteams (derde niveau) in Tbilisi - 9:56.69
- 2015:  Spelen van de kleine staten van Europa in Reykjavik - 9:22.16
- 2015: 4e EK voor landenteams (tweede niveau) in Stara Zagora - 9:29.86
- 2017: 8e EK voor landenteams (tweede niveau) in Tel Aviv - 9:30.47
- 2017:  IJslands kampioenschap in Selfoss - 9:43.73
- 2019:  IJslands kampioenschap in Reykjavik - 9:48.03
- 2019: 5e EK voor landenteams (derde niveau) in Skopje - 9:18.59
- 2020:  IJslands kampioenschap in Akureyi - 10:51.79
- 2021:  IJslands kampioenschap in Akureyi - 9:41.79
- 2022:  IJslands kampioenschap in Hafnarfjördur - 9:59.54

### 1500 m
- 2014:  IJslands kampioenschap indoor in Reykjavik - 4:01.96
- 2015:  IJslands kampioenschap indoor in Hafnarfjördur - 3:56.59
- 2017:  IJslands kampioenschap indoor in Reykjavik - 4:04.90
- 2020:  IJslands kampioenschap indoor in Hafnarfjördur - 4:07.97
- 2021:  IJslands kampioenschap indoor in Reykjavik - 4:06.10
- 2022:  IJslands kampioenschap indoor in Reykjavik - 4:06.12

### 3000m
- 2014:  Reykjavik international games - 8:46.41
- 2014:  IJslands kampioenschap indoor in Reykjavik - 8:46.41
- 2015:  Reykjavik international games - 8:42.48
- 2015: IJslands kampioenschap indoor in Hafnarfjördur - 8:42.47
- 2017:  IJslands kampioenschap indoor in Reykjavik - 8:51.63
- 2020:  IJslands kampioenschap indoor in Hafnarfjördur - 8:42.46
- 2021:  IJslands kampioenschap indoor in Reykjavik - 8:48.03
- 2022:  IJslands kampioenschap indoor in Reykjavik - 8:50.48
- 2023:  IJslands kampioenschap indoor in Reykjavik - 8:52.87

### 5000 m
- 2013:  IJslands kampioenschap in Selfoss - 16:08.66
- 2018:  IJslands kampioenschap in Saudárkrókur - 15:18.40
- 2019: 4e Spelen van de kleine staten van Europa in Bar - 15:05.79
- 2019:  IJslands kampioenschap in Reykjavik - 15:26.01
- 2019: 4e EK voor Landenteams (derde niveau) in Skopje - 15:25.67
- 2020:  IJslands kampioenschap in Akureyi - 15:31.99
- 2021:  IJslands kampioenschap in Akuyeri - 15:28.46

### 10.000 m
- 2015:  Spelen van de kleine staten van Europa in Reykjavik - 32:42.38

- 2019:  Spelen van de kleine staten van Europa in Bar - 31:01.54
- 2023: 5e Spelen van de kleine staten van Europa in Marsa - 31:22.41

### 10 km
- 2023:  IJslands kampioenschap 10 km op de weg in Selfoss - 33.25

### Halve marathon
- 2014: 98e WK in Kopenhagen -  1:09.45
- 2016: 67e WK in Cardiff - 1:08.02
- 2018: 116e WK in Valencia - 1:07.29
- 2020: 28e City-pier-city loop - 1:06.12
- 2023:  IJslands kampioenschap in Akuyeri - 1:08.22

### Marathon
- 2011:  Marathon van Reykjavik - 2:44.18
- 2012:  Marathon van Reykjavik - 2:41.06

- 2014: 4e Marathon van Reykjavik - 2:31.23
- 2016:  Marathon van Reykjavik - 2:33.15
- 2017:  Marathon van Reykjavik - 2:28.17
- 2018: 21e Marathon van Hamburg - 2:24.13
- 2019:  Marathon van Reykjavik - 2:23.08 ( IJslands kampioenschap)
- 2022:  Marathon van Reykjavik - 2:35.18 ( IJslands kampioenschap)

### Veldlopen
- 2022: 18e Noords kampioenschap veldlopen (9,0 km) - 34.19